# Sontarané
Sontarané jsou fiktivní mimozemská rasa humanoidů z britského sci-fi televizního seriálu Doctor Who (Pán času), a vystupují také v spin-offu tohoto seriálu The Sarah Jane Adventures (Dobrodružství Sarah Jane). Sontarané jsou rasou válečníků, kteří žijí aby zabíjeli. Jsou charakterističtí svou bezohledností a nebojácností vůči smrti.
Byli vytvořeni spisovatelem Robertem Holmesem. Během zkoušek herec Kevin Lindsay, který hrál původně Sontarana jménem Linx, vyslovoval jméno tohoto druhu s durázem na druhou slabiku (tj. „son-TAR-an“). Alan Bromly, režisér, se ho pokusil opravit. Slovo Sontaran mělo být podle Bromlyho vyslovováno s důrazem na první slabice. Lindsay odpověděl „No, myslím, že je to „Son-TAR-an a protože jsem od tam, měl bych to vědět.“ Jeho výslovnost byla zachována po celý seriál.

## Vzhled
Sontarané jsou rasa humanoidů zeleno-hnědé kůže, výrazně formovanou hlavou, a mající pouze tři prsty na každé ruce. Ross Jenkins v díle The Sontaran Stratagem popisuje Sontarany jako "mluvící pečené brambory". Sontarané pocházejí z velké planety jménem Sontar v "jižní spirálním rameni galaxie", která má velmi silné gravitační pole, což vysvětluje jejich nízkou výšku a podsaditý vzhled . Jsou mnohem silnější než lidé, a v renewed sériích jsou nižší, než je průměrný lidský muž. Dají se popsat jako mírně drakonického vzezření.

## Kultura
Sontarané mají extrémně militaristickou kulturu, která cení disciplínu a čest jako jeho nejvyšší ctnosti; každý aspekt jejich drakonické společnosti je zaměřen na válčení, a každá zkušenost je viděna v podmínkách jeho bojového významu. V The Sontaran Experiment, Čtvrtý doktor říká, že "Sontarané nedělají nikdy nic bez vojenského důvodu." Ve skutečnosti je jejich konečným cílem zemřít hrdinsky v bitvě . Sontarany líčil v seriálu jako bojovné, samolibé osobnosti s vysoce vyvinutým smyslem pro čest. Vícekrát Doktor využil své znalosti o jejich hrdosti pro to, aby s nimi manipuloval. V The Sontaran Stratagem na ně Doktor přesto odkazoval jako na "nejlepší vojáky v galaxii."
I když fyzicky nepřemožitelní, Sontaranským "slabým místem je" otvor na zadní straně krku, přes který zpracovávají výživu. To je také součástí jejich klonovacího procesu. Byli zabiti i tak jednoduchými věcmi jako nožem (Invasion of Time), šroubovákem ("Shakedown: Návrat Sontaranů"), a šipkou (Čas Válečníků) strefenou do zadního otvoru. Dokonce i squashový míček zaměřeného do tohoto místa ("The Sontaran Stratagem") je schopen je dočasně paralyzovat. Zatímco většina Sontaranů nosí ochranné helmy v bitvě, bojovat bez helmy je pro Sontarana veliká čest.